# Champvoux
Champvoux és un municipi francès, situat al departament del Nièvre i a la regió de Borgonya - Franc Comtat. L'any 2007 tenia 293 habitants.

## Demografia

### Població
El 2007 la població de fet de Champvoux era de 293 persones. Hi havia 114 famílies, de les quals 32 eren unipersonals (12 homes vivint sols i 20 dones vivint soles), 33 parelles sense fills, 45 parelles amb fills i 4 famílies monoparentals amb fills.
La població ha evolucionat segons el següent gràfic:
Habitants censats

### Habitatges
El 2007 hi havia 153 habitatges, 117 eren l'habitatge principal de la família, 20 eren segones residències i 16 estaven desocupats. 146 eren cases i 4 eren apartaments. Dels 117 habitatges principals, 95 estaven ocupats pels seus propietaris, 15 estaven llogats i ocupats pels llogaters i 7 estaven cedits a títol gratuït; 9 tenien dues cambres, 16 en tenien tres, 32 en tenien quatre i 60 en tenien cinc o més. 86 habitatges disposaven pel capbaix d'una plaça de pàrquing. A 43 habitatges hi havia un automòbil i a 65 n'hi havia dos o més.

### Piràmide de població
La piràmide de població per edats i sexe el 2009 era:
| Homes | Edats   | Dones |
| ----- | ------- | ----- |
| 0     | 95 o +  | 0     |
| 0     | 90 a 94 | 4     |
| 4     | 85 a 89 | 12    |
| 0     | 80 a 84 | 0     |
| 8     | 75 a 79 | 8     |
| 4     | 70 a 74 | 4     |
| 0     | 65 a 69 | 0     |
| 8     | 60 a 64 | 8     |
| 8     | 55 a 59 | 0     |
| 16    | 50 a 54 | 8     |
| 20    | 45 a 49 | 8     |
| 4     | 40 a 44 | 24    |
| 24    | 35 a 39 | 12    |
| 4     | 30 a 34 | 8     |
| 4     | 25 a 29 | 4     |
| 4     | 20 a 24 | 0     |
| 12    | 15 a 19 | 12    |
| 32    | 10 a 14 | 8     |
| 0     | 5 a 9   | 8     |
| 16    | 0 a 4   | 12    |

## Economia
El 2007 la població en edat de treballar era de 192 persones, 138 eren actives i 54 eren inactives. De les 138 persones actives 127 estaven ocupades (69 homes i 58 dones) i 11 estaven aturades (7 homes i 4 dones). De les 54 persones inactives 13 estaven jubilades, 21 estaven estudiant i 20 estaven classificades com a «altres inactius».

### Ingressos
El 2009 a Champvoux hi havia 123 unitats fiscals que integraven 303,5 persones, la mediana anual d'ingressos fiscals per persona era de 19.602 €.

### Activitats econòmiques
Dels 9 establiments que hi havia el 2007, 1 era d'una empresa de fabricació d'altres productes industrials, 3 d'empreses de construcció, 2 d'empreses financeres, 1 d'una empresa de serveis i 2 d'empreses classificades com a «altres activitats de serveis».
L'únic servei als particulars que hi havia el 2009 era una lampisteria.
L'any 2000 a Champvoux hi havia 9 explotacions agrícoles que ocupaven un total de 834 hectàrees.

## Equipaments sanitaris i escolars
El 2009 hi havia una escola elemental integrada dins d'un grup escolar amb les comunes properes formant una escola dispersa.

## Poblacions més properes
El següent diagrama mostra les poblacions més properes.